# Central-Verein deutscher Staatsbürger jüdischen Glaubens

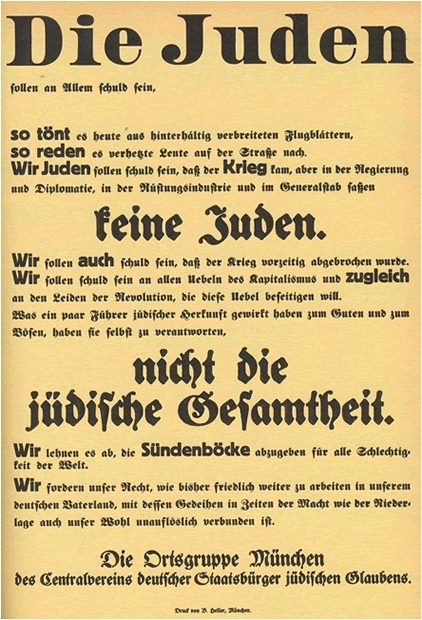
Flugblatt des C.-V. gegen antisemitische Propaganda, um 1925

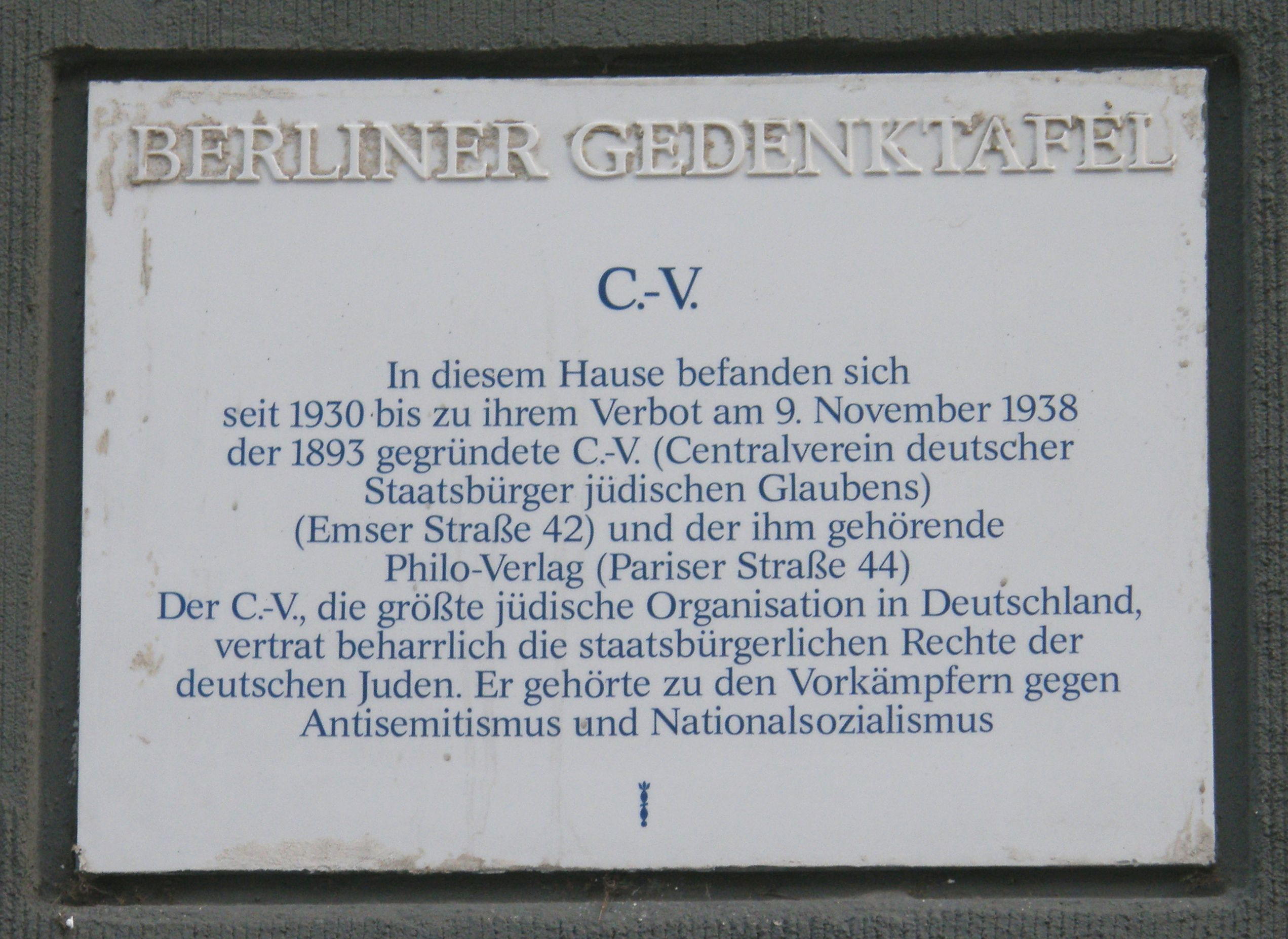
Berliner Gedenktafel für den C.-V. am Haus Pariser Straße 44

Der Central-Verein deutscher Staatsbürger jüdischen Glaubens (auch: Zentral-Verein, Central Verein, CV, C.V., C.-V.) wurde am 26. März 1893 in Berlin gegründet. Er repräsentierte die Mehrheit der assimilierten bürgerlich-liberalen Juden in Deutschland, trat für deren Bürgerrechte und ihre gesellschaftliche Gleichstellung ein und versuchte, Judentum und Deutschtum miteinander zu vereinbaren.

## Geschichte
Hauptanstoß zur Gründung des Centralvereins war die 1893 erschienene Schrift von Raphael Löwenfeld: Schutzjuden oder Staatsbürger. Von einem jüdischen Staatsbürger. Der Versuch, einen Verein zur organisierten Selbsthilfe zu etablieren, geht jedoch auf frühere Anstrengungen zurück und berief sich auf mehrere Edikte zur Judenemanzipation im 19. Jahrhundert.
Der Centralverein war die bedeutendste Organisation unter den zahlreichen jüdischen Vereinen und Verbänden, die sich als Reaktion auf den erstarkenden Antisemitismus im Kaiserreich bildeten.
Im Gründungsjahr zählte der Verein 1.420 Mitglieder. Dem amerikanischen Historiker Jehuda Reinharz zufolge lag die Anzahl der Mitglieder 1902 bei 10.000 Einzelmitgliedern und 90.000 weiteren Menschen, die durch Synagogen oder Vereinigungen als Gruppenmitglieder geführt wurden. 1918 bei rund 38.000, 1920 bei rund 55.000, 1925 bei rund 70.100, 1930 bei rund 60.000 und 1933 bei etwa 64.000. Es sind widersprüchliche Datenangaben in Umlauf. Laut Reinharz und weiteren Historikern war der Centralverein 1911 die Dachorganisation für insgesamt sechs Landesverbände (ohne Angabe von Ortsgruppen), 1918 von 13 Landesverbänden mit 174 Ortsgruppen und 1932 für 23 Landesverbände mit 634 Ortsgruppen. 1934 soll er 16 Landesverbände mit 400 lokalen Vereinen umfasst haben. 1938 wurde er verboten.
Der Centralverein sah seine Hauptaufgabe in der Durchsetzung bereits erreichter staatsbürgerlicher Rechte und der Abwehr von Angriffen auf die staatsbürgerliche und gesellschaftliche Gleichberechtigung der Juden. Das Bekenntnis zur deutschen Nation stand dabei im Vordergrund. Die Mitglieder verstanden sich primär als Bürger des Deutschen Reichs mit einer eigenen Religion. Der C.V. betonte die deutsche Volkszugehörigkeit und ging davon aus, dass eine Synthese von Deutschtum und Judentum möglich sei. Es wurden nur deutsche Staatsbürger aufgenommen, ostjüdischen Einwanderern gewährte der Verein keine Mitgliedschaft. Der Centralverein stand dem Zionismus und dessen Bekenntnis zu einer jüdischen Nation mit eigener Geschichte, Kultur und Zukunft kritisch gegenüber. Die aufkommende national-jüdische Bewegung und das Streben nach einem jüdischen Staat stand den Bemühungen des Centralvereins entgegen, der in der Öffentlichkeit immer wieder die Loyalität der deutschen Juden zu Deutschland betonte. Durch Aufklärungsarbeit versuchte er, Kenntnisse über das Judentum zu verbreiten und das jüdische Selbstbewusstsein zu stärken. Dieser Umstand zeigt sich besonders in der engen Beziehung zwischen dem Centralverein und der Hochschule für die Wissenschaft des Judentums, da beide jüdischen Einrichtungen im Vorkriegs-Berlin unabhängig von der jeweiligen Konfession ein Netzwerk bildeten. Ein bekanntes Mitglied des Centralvereins war der Großvater von Hannah Arendt, Max Arendt in Königsberg.
Durch seine Rechtsschutzarbeit, seit Vereinsgründung Schwerpunkt der Tätigkeit, versuchte der C.V., allgemein die gesellschaftliche Gleichstellung der jüdischen Bevölkerungsgruppe in Deutschland zu erreichen und speziell die Wiederherstellung von individuell verletzten Rechten zu erstreiten. Der C.V. hatte schon vor 1900 eine eigene Rechtsschutzstelle in Berlin, wo Sprechstunden für Mitglieder eingerichtet wurden. In den letzten Jahren der Weimarer Republik engagierte sich der Verein insbesondere im Zivilrechtsschutz gegen den antisemitischen Boykott.
Der Titel des CV-Organs Im deutschen Reich war programmatisch. Ab 1922 gab der Centralverein im Rudolf-Mosse-Verlag die wöchentlich erscheinende CV-Zeitung heraus. Mit Denkschriften, Publikationen und Gesprächen versuchte der Vereinsvorstand, den Reichspräsidenten Paul von Hindenburg und die Vertreter der deutschen Wirtschaft auf die Gefahr des Antisemitismus aufmerksam zu machen. Zum Centralverein gehörte auch der in Berlin ansässige Philo-Verlag, neben Schocken der einflussreichste jüdische Verlag der Vorkriegszeit.
1928 wurde das „Büro Wilhelmstraße“ eingerichtet, welches die Aktivitäten der Nationalsozialisten dokumentierte und bis 1933 antifaschistische Aufklärung betrieb, woran Alfred Wiener federführend beteiligt war. Zu den nichtjüdischen Mitarbeitern gehörten Max Brunzlow als nomineller Leiter, Hans Reichmann als tatsächlicher Chef und Verbindungsmann zum CV und der Journalist Walter Gyssling als Archivar und Autor. Ein wichtiger CV-Mitarbeiter, der im Büro aktiv war, war Adolf Rubinstein. Das Büro war nur anfangs in den Räumen des CV tätig. Es wurde bewusst organisatorisch und räumlich getrennt und zog Ende September 1929 in der Nähe der CV-Hauptgeschäftsstelle in Räume am Südende der Wilhelmstraße, also im Kreuzberger Zeitungsviertel. Kurz vor dem Ende seiner Existenz zog es in die Rankestraße in Berlin-Charlottenburg. Das Büro änderte mehrere Male den Namen, es nannte sich – so ist auf Publikationen zu sehen – zeitweise „Ausschuß für Volksaufklärung“, „Bund Deutscher Aufbau“ oder „Deutscher Volksgemeinschaftsdienst“, um eine nichtjüdische Identität zu suggerieren. Meist war aber von „Büro Wilhelmstraße“ die Rede, und so wird es auch in der Geschichtsforschung genannt. Die Pressearbeit belieferte die die gesamte republikanische Presse einschließlich ihrer Agenturen wie etwa dem Sozialdemokratischen Pressedienst. Wahlkampfpropaganda (Flugblätter, Broschüren, Plakate, Handreichungen) versorgten die republikanischen Parteien sowie Organisationen wie Reichsbanner Schwarz-Rot-Gold und Eiserne Front. Basis der Aufklärungskampagnen war ein vom CV-Archiv getrenntes Dokumentationsarchiv über die NSDAP, antisemitische und völkische Organisationen und Medien, das am Ende aus 800 Themendossiers und 200.000 Einzeldokumente umfasste. Zu den bekannten eigenen Publikationen gehört das von Gyssling in zwei Ausgaben 1930 und 1932 verfasste Der Anti-Nazi: Handbuch im Kampf gegen die N.S.D.A.P., für das das Büro den Herausgeber- und Verlagsnamen „Deutscher Volksgemeinschaftsdienst Berlin-Wilmersdorf“ wählte. Der Titel war bewusst ähnlich wie die Broschürensammlung Anti-Anti-Blätter zur Abwehr – Tatsachen zur Judenfrage.
Nach der „Machtergreifung“ der Nationalsozialisten setzte der Centralverein seine Arbeit zunächst fort. Der langjährige Vereinsdirektor Ludwig Holländer gab in einer Stellungnahme zu Hitlers Ernennung als Reichskanzler die „Parole: Ruhig abwarten“ aus.
Nach dem Judenboykott am 1. April 1933 sowie dem Erlass des Gesetzes zur Wiederherstellung des Berufsbeamtentums vom 7. April 1933 beteiligte sich der Centralverein an der Gründung des Zentralausschusses für Hilfe und Aufbau. Das waren erste Vorzeichen für die im September 1933 gegründete Reichsvertretung der deutschen Juden, in welcher sich sowohl die zionistische ZVfD als auch der liberale C.V. sowie andere, kleinere jüdische Organisationen und Verbände, wie aber auch die einflussreiche Berliner Jüdische Gemeinde zusammenfanden.
Die Nürnberger Gesetze vom 15. September 1935 schafften den Begriff des „Staatsbürgers“ ab und ersetzten ihn durch die Begriffe „Reichsbürger“ bzw. „Reichsangehöriger“. Durch eine an einer außerordentlichen Mitgliederversammlung beschlossene Satzungsänderung nannte sich der C.V. am 21. Oktober 1935 provisorisch Centralverein der Juden in Deutschland.
Nachdem der C.V.-Direktor Ludwig Holländer am 11. Februar 1936 und der langjährige Vereinsvorsitzende Julius Brodnitz am 17. Juni 1936 gestorben waren, wurde Ernst Herzfeld aus Essen der letzte Vereinsvorsitzende. Um eine stärker auf jüdische Auswanderung ausgerichtete Arbeit des Centralvereins auch nach außen deutlich zu machen, beschloss Herzfeld, den Verein im August 1936 nochmals umzubenennen. Der C.V. nannte sich nun Jüdischer Central-Verein e. V., andere Bezeichnungen sollten fortan nicht mehr verwendet werden. Anlässlich der Novemberpogrome 1938 wurde der Verein am 10. November 1938 verboten, und die CV-Zeitung musste ihr Erscheinen einstellen. Dennoch bedeutete dieser Umstand noch nicht das Ende der Bibliothek des Centralvereins, sie wurde erst am 1. März 1939 konfisziert, das Schreiben an den Reichsführer SS gibt einen detaillierten Einblick in die Bestände der C.V.-Bibliothek.

## Persönlichkeiten

### Vorsitzende
- Martin Mendelsohn (1893–1894)[16]
- Maximilian Horwitz (1894–1917)
- Eugen Fuchs (1917–1919)
- Julius Brodnitz (1920–1936)
- Ernst Salomon Herzfeld (1936–1938)

### Weitere Persönlichkeiten
- David Braunschweiger (1875–1928), Mitglied im Hauptvorstand des CV und Vorsitzender im Landesverband Oberschlesien[17]
- Bernhard Grüneberg (1861–1935), Arzt
- Gusti Hecht (1903–1950), Autorin (1936–1938)
- Joseph Lehmann, Rabbiner (1872–1933)
- Alphonse Levy (1838–1917), Generalsekretär des CV 1894–1912 und Chefredakteur der Vereinszeitschrift Im deutschen Reich 1895–1916
- Eva Gabriele Reichmann (1897–1998), Soziologin, Publizistin, wissenschaftliche Mitarbeiterin des CV[18]
- Hans Reichmann[19] (1900–1964), Jurist, seit 1927 Syndicus des CV
- Max Sternberg (1856–1930), politisch engagierter Arzt, Leiter der Emder Ortsgruppe des Central-Vereins